# Меланезийские языки
Меланезийские языки — языки меланезийцев, распространены в Меланезии (наряду с папуасскими и полинезийскими языками). Наряду с микронезийскими и полинезийскими языками — группа, традиционно выделяемая в составе океанийской ветви австронезийских языков, однако в отличие от первых двух не является генетической группировкой, а выделяется по этно-ареальному принципу.

## Состав
В группу входят около 350—400 океанийских языков, на которых говорит порядка 1,5 млн человек. Наиболее крупные из них — фиджийский (350 000 носителей, и ещё 200 000 в качестве второго языка) и куануа (около 100 000 в провинции Восточная Новая Британия в Папуа — Новой Гвинее)
Остальные языки имеют меньшее число носителей: 20 языков по 10-50 тысяч носителей, остальные — от нескольких сот до нескольких тысяч говорящих.
Из-за слабой изученности региона и языковой дробности, взаимоотношения внутри меланезийских языков во многом остаются неясными. Выделяется более 20 групп языков.
Часть меланезийских языков: некоторые языки Юго-Восточных Соломоновых островов, Центральных и Северных Новых Гебрид, и в особенности — фиджийский и ротума, обнаруживают близость к полинезийским языкам, и входят (вместе с микронезийскими и полинезийскими) в восточноокеанийскую подветвь океанийских языков.

## Грамматическая характеристика
Структурное сходство меланезийских языков, служившее прежде основанием для выделения их в особую группу австронезийских языков, противопоставлявщуюся индонезийским, микронезийским и полинезийским, обсусловлено, с одной стороны, сохранением в меланезийских языках ряда особенностей, восходящих к праокеанийскому языку (архаизмами), а, с другой, — отсутствием инноваций, характерных для микронезийских и полинезийских языков. Некоторые региональные черты меланезийских языков объясняются папуасским субстратом и адстратом и языковыми контактами между самими меланезийскими языками.

### Фонетика
Как правило, имеется 3 серии смычных согласных — глухие взрывные, звонкие взрывные (обычно преназализованные) и носовые. Реже — фрикативные и аффрикаты.
В ряде языков Вануату (например, тонгоа, вао и языке больших намба) существуют очень редкие лабио-апикальные согласные, образующиеся смычкой кончика языка и верхней губы, и встречающиеся за пределами Меланезии только в Южной Америке. Например, в тангоа: [n̼ata] «глаз», [ð̼atu] «камень», [t̼et̼e] «бабочка».
Имеется обычно пять гласных (i, e, a, o, u), однако их число варьируется и может достигать 20 — в новокаледонском языке андж (хуаилу) противопоставлены 10 чистых и 10 носовых гласных. Структура слога — CV(C).
В ряде меланезийских языков под папуасским влиянием развились тоновые противопоставления.

### Морфология
В грамматическом отношении меланезийские языки, как и большинство океанийских языков, — аналитические с более или менее выраженной агглютинацией.
В глаголе грамматикализовано противопоставление переходных и непереходных глаголов. Характерно как объектное (одушевленный объект часто выражается суффиксально), так и субъектное согласование (субъект выражается приставками или особыми препозитивными частицами).
Прилагательные обычно не выделяются в отдельную часть речи, так как формально не отличаются от непереходных глаголов. Числительные также обычно составляют глагольный подкласс, для многих характерна пятеричная система счисления.
Именное словоизменение бедно, число морфологически обычно не выражается. У личных местоимений часто противопоставлены 3-4 числа и имеются формы инклюзива («мы с тобой») и эксклюзива («мы без тебя»).
Для всех меланезийских языков характерно морфологическое противопоставление неотчуждаемой и отчуждаемой принадлежности. Для выражения первой используются суффиксы, вторая — препозитивные притяжательные местоимениям или префиксы нескольких серий, которые выбираются в зависимости от назначения объекта обладания. Например, в языке мота (на островах Банкс в вануатской провинции Торба): na pane-k «моя рука», no-k o matiɣ «мой кокос» (как собственность)", ɣa-k o matiɣ «мой кокос (для еды)», mwa-k o matiɣ «мой кокос (для питья)».

### Синтаксис
Большинство языков имеет порядок слов SVO («подлежащее — сказуемое — прямое дополнение»), часть языков Новой Каледонии — VOS, ряд языков побережья Новой Гвинеи — SOV (в последнем случае употребляются не предлоги, а послелоги). Определение следует за определяемым. Словообразование в системе глагола по преимуществу префиксальное, в системе имени — суффиксальное; значительна роль словосложения и разных типов редупликации.

### Лексика
Числительные и основные понятия фиджийского и полинезийских таитянского и самоанского в сравнении:
| русский | фиджийский | таитянский | самоанский             |
| ------- | ---------- | ---------- | ---------------------- |
| 1       | дуа        | тахи       | таси                   |
| 2       | руа        | руа        | луа                    |
| 3       | долу       | тору       | толу                   |
| 4       | ва         | ха         | фа                     |
| 5       | лима       | рима       | лима                   |
| 6       | оно        | оно        | оно                    |
| 7       | виту       | иту        | иту                    |
| 8       | ўалу       | вару       | валу                   |
| 9       | ðива       | ива        | ива                    |
| 10      | тини       | анауру     | нафулу                 |
| дом     | вале       | фаре       | фале                   |
| земля   | вануа      | фенуа      | фенуа индонез. — бенуа |
| кокос   | ниу        | ниу        | ниу                    |
| глаз    | мата       | мата       | мата                   |
| свинья  | вуака      | пуака      | пуака                  |
| небо    | ланги      | ранги      | ланги                  |

## Современное положение
Большинство меланезийских языков — бесписьменные. Для более чем ста из них была разработана (в основном, миссионерами) письменность на основе латиницы, не получившая, однако, широкого распространения.
Фиджийский язык получил официальный статус (наряду с английским и хиндустани) на островах Фиджи. Ведется дискуссия о поднятии его до статуса государственного.
Пиджин хири-моту («полицейский моту») на основе языка моту имеет официальный статус в Папуа — Новой Гвинее (наряду с английским языком и креольским языком ток-писин). На нём говорит 120 000 человек, и он используется в качестве языка межнационального общения. Однако его популярность в качестве лингва-франка постепенно снижается, уступая ток-писин. В настоящее время, его носители (многие из которых старшего возраста) проживают в основном в провинции Галф и Центральной провинции. Пиджин хири-моту малопонятен молодым носителям языка моту, из которого он образовался.
Язык ябем использовался немецкими лютеранскими миссионерами в провинции Моробе, и в период расцвета (в 1939—1940 году) на нём могли общаться 15000 человек, а число понимающих этот язык оценивалось как 100000. В настоящее время ток-писин вытеснил его в качестве лингва-франка, и число носителей составляет около 2000 человек.